# Cancelación a pluma

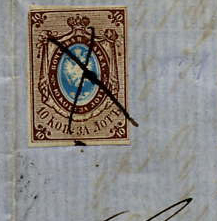
La primera estampilla del Imperio ruso (1858), fragmento del sobre mostrando la cancelación.

Una cancelación a pluma, también obliteración a pluma, en filatelia, es una forma de evitar un ulterior uso de la especie (sea del sello postal o sello de multa) se hacía con una pluma o un buril, aunque, quizá equivocadamente, algunas efectuadas con crayón también se incluyen en esta lema. En tiempos, pre-bolígrafo de estampillas adhesivas fue más largo aplicar cancelación a pluma que con tampón y sello, lo que llevó al desarrollo de cancelación con estos aparatos. De acuerdo a Linns.com, "Una cancelación a pluma puede indicar que se usó una estampilla como un fiscal".
Las marcas de pluma sobre las estampillas que se distinguen de las con lápiz son aquellas en 2003 Gran Bretaña estampillas de felicitación (inglés: Occasions "Multiple Choice" stamps) en que las cajas se deben marcar con una pluma, como también otros anotaciones anómalas con pluma (por ejemplo, direcciones en hoja bloque).
Las cancelaciones con plumas todavía se pueden observar hoy en día, como, como para no perder entradas por segundo uso de las estampillas, los empleados postales están instruidos par tachar (con lápiz, entre otros métodos posibles), estampillas perdidas de la máquina de cancelación o de la cancelación manual; pueden también, aparentemente, usarse para cálculos de trazabilidad de los valores correctos de estampillas en los sobres o paquetes con muchas estampillas sobre ellos, que se emplearon para franqueo. Dependiendo del tipo de pluma o marcador empleado, una cancelación con pluma puede destruir la piezas con fines de colección, o el sobre si se mantiene allí y lleva a quejas de los coleccionistas de estampillas que los empleados de correo califican de celo excesivo aplicado en las cancelaciones. 
A veces una cancelación a pluma se hace en forma de dos líneas en cruz, que a veces se llama cancelación en X ("cruz"). Otras formas de cancelación a lápiz pueden tomar la forma de trazado en olas, paralelas, "culebroide" y "manchón.